# Steibruch
 (janvier 2023).
Si vous disposez d'ouvrages ou d'articles de référence ou si vous connaissez des sites web de qualité traitant du thème abordé ici, merci de compléter l'article en donnant les références utiles à sa vérifiabilité et en les liant à la section « Notes et références ».
Pour plus de détails, voir Fiche technique et Distribution.
Steibruch (en français, Carrière) est un film suisse réalisé par Sigfrit Steiner (de), sorti en 1942.
Il s'agit d'une adaptation de la pièce Spiil i feuf Akte  de Albert J. Welti.

## Synopsis
Arnold Murer revient à Langnach, son village natal, en Suisse, après avoir passé quatorze ans en Amérique. Tout le monde sait qu'il est parti afin de ne pas aller en prison pour une tentative de meurtre qu'il a toujours niée. Murer s'installe loin du village, dans un hébergement délabré dans la carrière et vit comme un ermite. Les gens du village le rejettent et espèrent s'en débarrasser. Seul Nappi, un handicapé mental, et Meidi, une fille de treize ans, viennent le voir et se lient avec lui.
Le maire Hotz, le père adoptif de Meidi, sait que Murer est son géniteur. Mais il le cache à sa fille pour la réputation. Alors que Kiburz, l'instituteur, veut mettre Meidi en maison de correction, Murer doit promettre à Hotz de ne plus voir Meidi.
Mais la fille continue à voir à Murer ; ils sont surpris par le maire et l'instituteur. Meiti découvre qu'il est la fille Murer et la demi-sœur de Nappi. Elle court dans la nuit. Plus tard, Murer tente de tirer sur son fils qui sent le danger et s'enfuit.
Pendant la recherche, Kiburz découvre une lettre qui prouve l'innocence de Murer. Il la lit et court immédiatement à la carrière de présenter des excuses à Murer. L'instituteur, le maire et Murer recherchent ensemble Meidi. Ils la trouvent près de la rivière en compagnie de Nappi.

## Fiche technique
- Titre : Steibruch
- Réalisation : Sigfrit Steiner (de)
- Scénario : Sigfrit Steiner, Albert J. Welti, Horst Budjuhn
- Musique : Alexander Krannhals
- Direction artistique : Fritz Butz
- Photographie : Harry Ringger
- Son : Karl Wiederkehr
- Montage : Walter Kägi (de)
- Production : Günther Stapenhorst
- Sociétés de production : Gloriafilm (de)
- Société de distribution : Gloriafilm
- Pays d'origine :  Suisse
- Langue : suisse allemand
- Format : Noir et blanc - 1,37:1 - Mono - 35 mm
- Genre : Drame
- Durée : 99 minutes
- Dates de sortie :
  -  Suisse : 1942.

## Distribution
- Heinrich Gretler : Arnold Murer
- Maria Schell : Meiti
- Adolf Manz : Hotz, le maire
- Max Haufler : Näppi
- Willy Frey : Kiburz, l'instituteur
- Gertrud Maria Müller : Mme Hotz

## Histoire
Steibruch est l'adaptation de la pièce Spiil i feuf Akte  de Albert J. Welti. Sigfrit Steiner la met en scène en 1939. En 1940, Heinrich Gretler joue le rôle de Murer au théâtre de Bâle et au Schauspielhaus de Zurich.

## Source de la traduction
- (de) Cet article est partiellement ou en totalité issu de l’article de Wikipédia en allemand intitulé « Steibruch » (voir la liste des auteurs).